# جعافرةالعليا (عين معطوف)
جعافرةالعليا هي إحدى مشيخات المملكة المغربية، تتبع جغرافيا لإقليم تاونات وإداريًا لعين معطوف. يقدر عدد سكانها بـ 3312 نسمة حسب الإحصاء الرسمي للسكان والسكنى لسنة 2004.